# Frans Gustaf Sandwall
Frans Gustaf Sandwall, född 5 september 1823 i Norra Sandsjö socken, Jönköpings län, död 11 november 1897 i Jönköping, var en svensk fabriksägare och riksdagsman. Han var bror till Johan, Jonas och Alfred Sandwall och farfar till Knut Sandwall.
Sandwall anställdes vid en metallfabrik i Jönköping 1845, var verksam som järnkramhandlare där, grundade tillsammans med bröderna Johan Edvard Lundström och Carl Frans Lundström 1861 Sandwalls Mekaniska Verkstad, sedermera Jönköpings Mekaniska Werkstad, och var ägare av denna till sin död. Rörelsen ombildades då till Jönköpings Mekaniska Werkstads AB med äldste sonen John Sandwall (1867–1954) som verkställande direktör.
Sandwall var ledamot i Jönköpings läns hushållningssällskap och i direktionen för samma läns lasarett i Jönköping, ordförande i direktionen för Sjömanshuset, huvudman i Jönköpings läns och stads sparbank samt kommunalman. Han var ledamot av riksdagens andra kammare 1880–87 och 1888–90, invald i Jönköpings valkrets, ledamot av tillfälligt utskott 1880 och i bevillningsutskottet 1888–90.